# Abisague

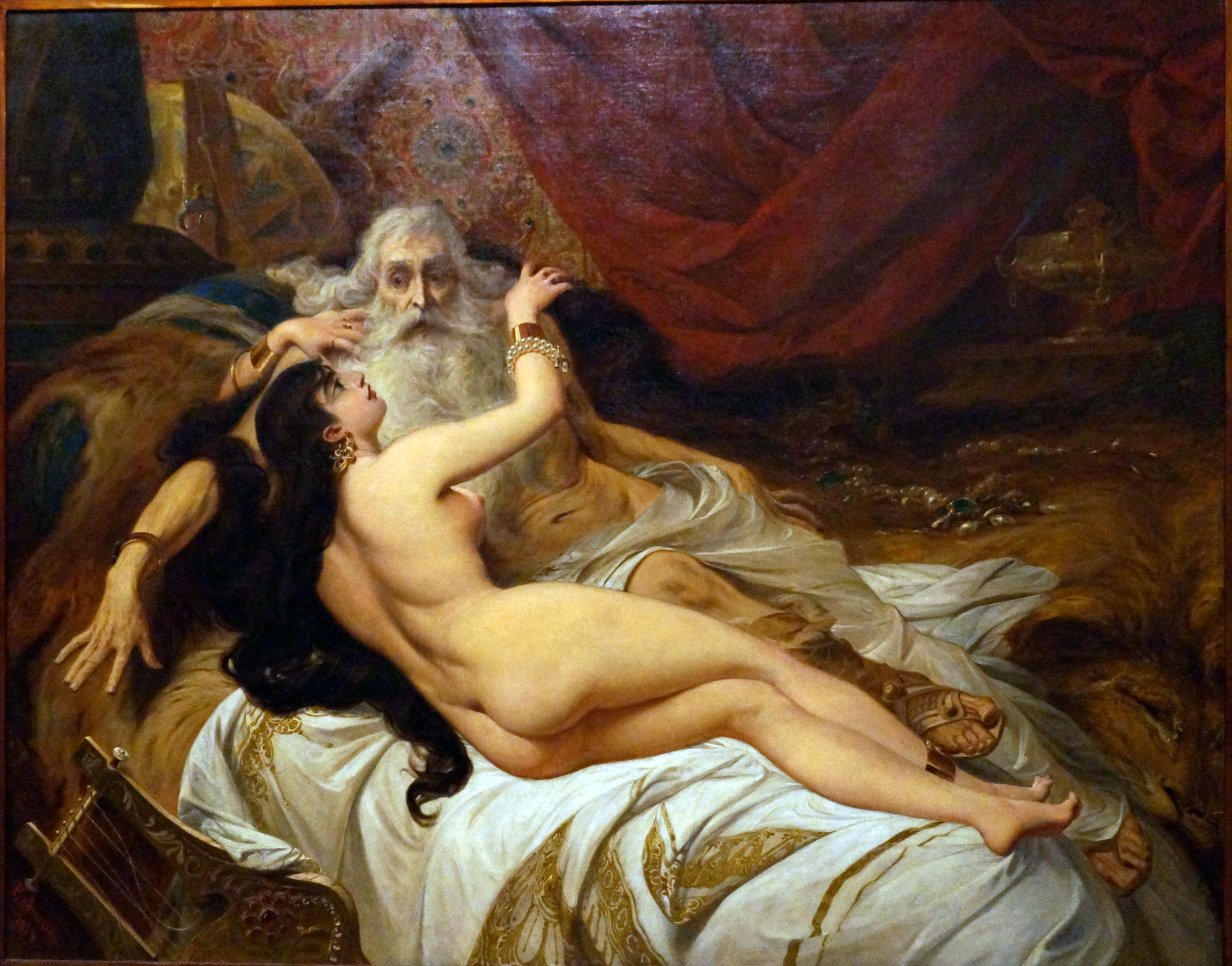
Davi e Abisague, 1879, Museu Nacional de Belas Artes por Pedro Américo

Abisague é uma jovem sunamita mencionada na Bíblia. De grande beleza, foi companheira do rei Davi na sua velhice.
Quando o rei já não se aquecia, por mais que se o cobrisse, devido ao adiantado de sua idade, seus servos mandaram buscar em todo Israel uma jovem virgem para servi-lo e aquecê-lo, deitando-se em seu peito. A jovem encontrada foi Abisague. De fato, ela cuidava de Davi e o servia, porém não foi tomada por ele (I Reis, 1:1-4).
Após sua primeira aparição, no início do Primeiro Livro de Reis, o filho de Davi, Adonias, ante a debilidade do pai e prevendo sua morte, levanta-se para reivindicar o trono para si e proclama-se Rei. Contudo, é Salomão que se torna de fato rei. Apesar da rebelião de Adonias, Salomão não o pune, até que Adonias pede a Bate-Seba, mãe de Salomão, que ela interceda junto ao seu filho para que este lhe permita casar-se com Abisague. Salomão vê como uma nova provocação a atitude de seu meio-irmão, de cobiçar para si a jovem que fora concubina de seu pai. Assim, é por causa deste episódio envolvendo Abisague que Salomão ordena a morte de Adonias (I Reis, 2:13-25).